# Castelló Masters
O Castelló Masters foi um torneio masculino de golfe do PGA European Tour, que foi disputado anualmente entre 2008 e 2011 no Club de Campo del Mediterráneo, em Castelló, na Espanha. A bolsa de prêmios era de 1,9 milhão de euros.
Em 2010, o italiano Matteo Manassero, com 17 anos, tornou-se o mais jovem vencedor da história do European Tour, quando triunfou com 4 tacadas, somando 268 (16 abaixo do par) contra o espanhol Ignacio Garrido.

## Campeões
| Ano                           | Campeão           | País             | Pontuação        | Par              | Margem           | Vice-campeão(ões)               |
| Castelló Masters              | Castelló Masters  | Castelló Masters | Castelló Masters | Castelló Masters | Castelló Masters | Castelló Masters                |
| ----------------------------- | ----------------- | ---------------- | ---------------- | ---------------- | ---------------- | ------------------------------- |
| 2011                          | Sergio García (2) | Espanha          | 257              | −27              | 11 tacadas       | Gonzalo Fernández-Castaño       |
| Castelló Masters Costa Azahar |                   |                  |                  |                  |                  |                                 |
| 2010                          | Matteo Manassero  | Itália           | 268              | −16              | 4 tacadas        | Ignacio Garrido                 |
| 2009                          | Michael Jonzon    | Suécia           | 264              | −20              | 1 tacada         | Martin Kaymer Christian Nilsson |
| 2008                          | Sergio García     | Espanha          | 264              | −20              | 3 tacadas        | Peter Hedblom                   |